# Galerie Sieraad
Galerie Sieraad te Amsterdam was de eerste galerie in Nederland die zich had gespecialiseerd in het sieraad.
In Galerie Sieraad werd werk van onder meer Bruno Ninaber van Eyben, Marion Herbst, Charlotte van der Waals, Ruudt Peters en Françoise van den Bosch gepresenteerd. De galerie verzorgde ook presentaties in het buitenland om het internationale publiek op de nieuwste ontwikkelingen in het vak te attenderen. Zo waren er presentaties in Brussel (1971), Boston (1973) en New York (1974). Benno Premsela deed het nodige om de galerie en het werk van exposanten in de publiciteit te brengen. Hij kocht zelf, vaak al tijdens openingen, met regelmaat werk van de gepresenteerde ontwerpers.

## Geschiedenis
De galerie werd op 20 september 1969 op initiatief van sieraadontwerpers Lous Martin en Hans Appenzeller geopend door Wim Crouwel. De galerie was eerst gevestigd aan de Herengracht 242 en verhuisde in 1972 naar Singel 406. In de galerie werd gestreefd naar een permanent overzicht van recent werk van Nederlandse edelsmeden en sieraadontwerpers. Er was veel aandacht voor het gebruik van nieuwe materialen zoals kunststof. Ook zette de galerie zich in om werk in serie geproduceerd te krijgen. Het sieraad moest volgens de oprichters worden gezien als zelfstandig object en niet als modeaccessoire. Traditionele materialen als goud en zilver uit het juweliersgenre werden in de galerie niet gemeden, maar golden wel als verdacht. De galerie markeerde het schisma tussen het vak van de traditionele edelsmid, die juwelierssieraden vervaardigt, en de moderne sieraadontwerper.

## Sluiting
Op 1 maart 1975 werd de galerie officieel gesloten, vanwege een vermeend gebrek aan vernieuwing op het gebied van sieraden. Na Galerie Sieraad werden in Nederland verschillende galeries opgericht die zich exclusief gingen toeleggen op het presenteren van sieraadontwerpers. Enkele voorbeelden zijn: Galerie Ra (1976-heden), Galerie Trits (in 1996 overgenomen door Lous Martin), Galerie Lous Martin (1996-2011), Galerie Rob Koudijs (2007-heden), Galerie Louise Smit en Galerie Marzee. Het ontstaan van deze gespecialiseerde galeries was cruciaal voor de ontwikkeling en de erkenning van het vak van de sieraadontwerper.